# Seul le vent connaît la réponse
Pour plus de détails, voir Fiche technique et Distribution.
Seul le vent connaît la réponse (Die Antwort kennt nur der Wind) est un film policier franco-allemand réalisé par Alfred Vohrer et sorti en salles en 1974.

## Synopsis
Un millionnaire est tué dans l'explosion de son bateau. L'inspecteur Lacrosse et l'enquêteur des assurances Robert Lucas cherchent l'assassin.

## Fiche technique
- Réalisateur : Alfred Vohrer
- Scénariste : Manfred Purzer
- Photographie : Petrus Schloemp
- Musique : Erich Ferstl
- Sociétés de productions : Roxy Film et Paris Cannes Production
- Pays de production :  France -  Allemagne de l'Ouest
- Langue de tournage : allemand
- Genre : drame
- Durée : 107 minutes
- Date de sortie : 
  - France : 18 juin 1974

## Distribution
- Maurice Ronet : Robert Lucas
- Marthe Keller : Angela Delpierre
- Raymond Pellegrin : inspecteur Lacrosse
- Karin Dor : Nicole Monnier
- André Falcon : Me Ribeyrolles
- Anton Diffring : John Keelwood
- Robert Dalban: l'inspecteur-chef
- Christian Barbier: inspecteur Dupin
- Philippe Baronnet : Alain
- Walter Kohut : Heinz Seeberg
- Charlotte Kerr : Hilde Hellmann
- Eva Pflug : Karin Lucas
- Herbert Fleischmann (de) : Gustav Brandenburg